# Arbre de la Llibertat (Llançà)
L'Arbre de la Llibertat és un arbre del municipi de Llançà (Alt Empordà) inclòs en l'Inventari del Patrimoni Arquitectònic de Catalunya.

## Descripció
Situat al bell mig del nucli antic de la població de Llançà, a l'extrem sud-oest del nucli urbà, a la zona central de la plaça Major.
Es tracta d'un frondós i vell plataner centrat al mig de la plaça Major de la vila el qual, en origen, presentava un sòcol de marbre que actualment està situat a l'extrem de migdia, a la plaça de mossèn Trigàs, al costat de l'escalinata d'accés a l'església de Sant Vicenç. Es tracta d'una socolada de planta circular a manera de banc corregut bastida amb grans blocs de marbre blanc vetejat del país, perfectament tallats i allisats. A la part frontal del banc o sòcol hi ha gravat l'escut de la vila, emmarcat per una orla decorada. A cada costat de l'emblema hi ha, en caràcters grans, la inscripció: "SATEMBRA / 18 DE 1684".
En l'actualitat, el plataner original presenta un sòcol restituït amb dues inscripcions gravades. En un costat apareix l'escut de la vila amb la data 1996 i, en un altre, el nom de l'element i la data 1870, que fa referència al moment de ser plantat.

## Història
La plantació d'arbres simbolitzant la llibertat dels homes i de les societats correspon a un concepte que es va difondre bàsicament a partir de la revolució francesa de l'any 1789. Segons un poema de Pere Purcallas, exalcalde de la vila de Llançà, l'arbre fou plantat l'any 1870. Aquesta dada contrasta clarament amb l'any gravat al sòcol original, 1684. Popularment es creu que aquest element pertanyia al brocal d'un pou públic situat a la plaça Major, que posteriorment es convertí en una font, mitjançant la col·locació d'una cúpula de pedra i una bomba per extreure aigua. El brocal no es podia mantenir i fou col·locat com a socalada de l'arbre.
El 1987 fou declarat Arbre Monumental per la Generalitat de Catalunya.